# Mädchen Amick

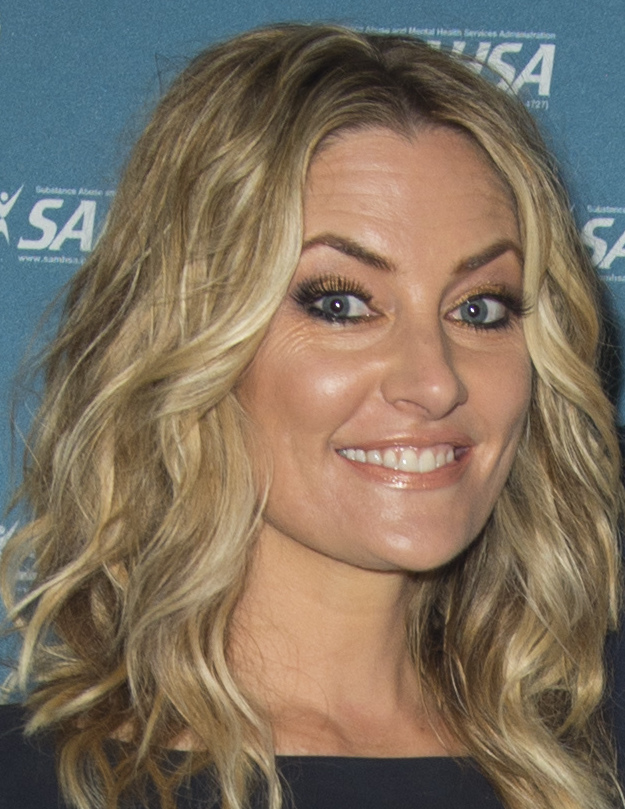
Mädchen Amick, 2016

Mädchen Amick (* 12. Dezember 1970 in Sparks, Nevada) ist eine US-amerikanische Schauspielerin. Ihren Vornamen verdankt sie ihrer deutschstämmigen Mutter Judy, die keinen gängigen US-amerikanischen Vornamen wollte.

## Leben

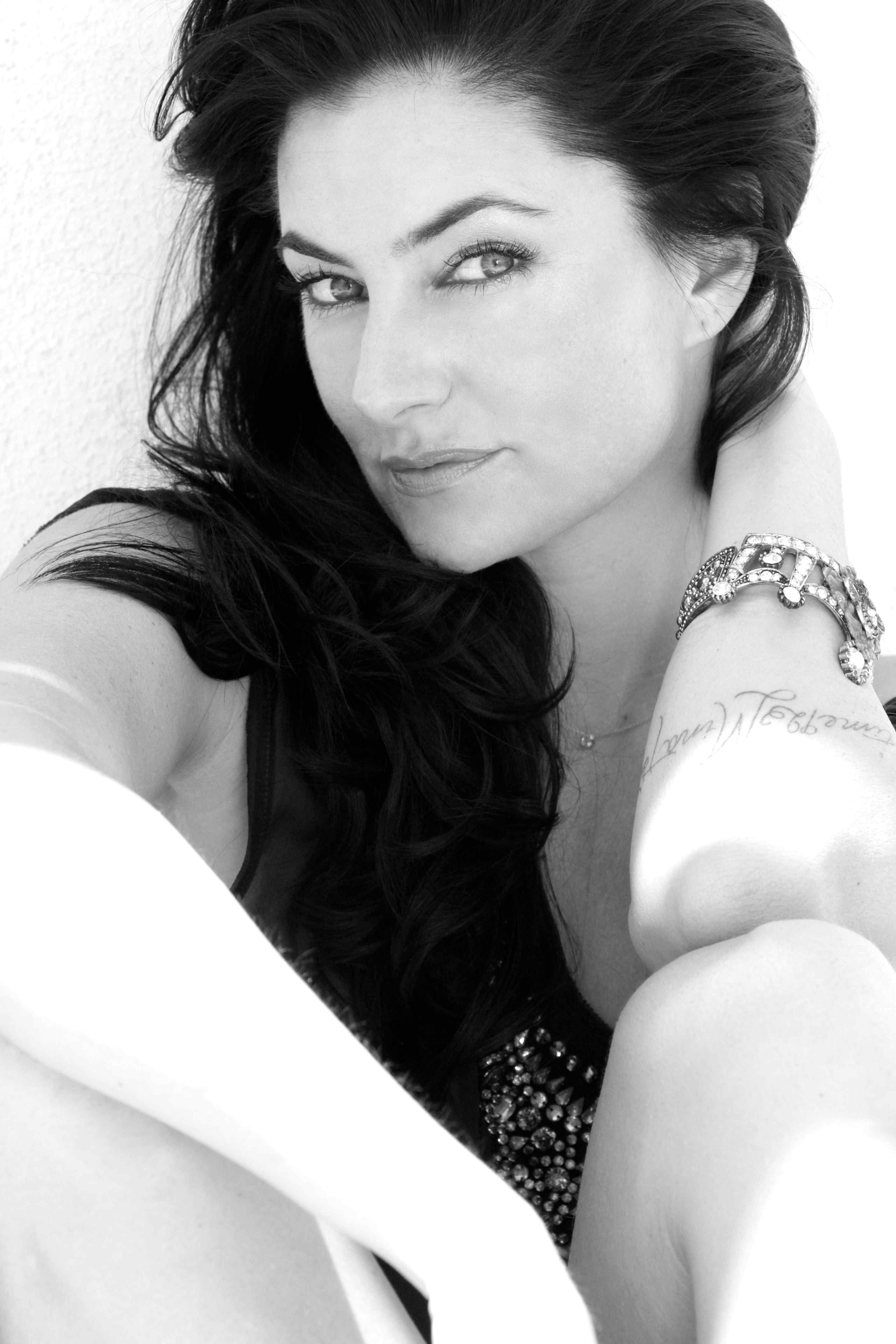
Mädchen Amick, 2013

Mädchen Amicks Eltern Judy und Bill ließen sich scheiden, als sie zweieinhalb Jahre alt war. Kurze Zeit später heiratete ihre Mutter einen Musiker, der das dreijährige Kind im Klavierspiel unterrichtete. Später folgten unter Anleitung des Stiefvaters noch weitere Instrumente wie Bass, Geige und Gitarre.
Bereits in der Schulzeit hatte sie den Wunsch, Schauspielerin zu werden, und nahm am Schauspielunterricht der Robert McQueen High School in Reno teil. Daneben lernte sie verschiedene Tanzstile, unter anderem Stepptanz, Ballett, Jazztanz und modernen Tanz.
1987 ging Amick im Alter von 16 Jahren nach Los Angeles, um professionelle Schauspielerin zu werden. Sie arbeitete zunächst als Model und Tänzerin in diversen Musikvideos von Rick Astley und Julio Iglesias. 1989 folgten erste Auftritte in den Fernsehserien Raumschiff Enterprise – Das nächste Jahrhundert und Baywatch – Die Rettungsschwimmer von Malibu.
Größere Bekanntheit erlangte Amick dann 1989 bis 1990 durch ihre feste Rolle in David Lynchs Fernsehserie Twin Peaks, in der sie die Kellnerin Shelly Johnson spielt, die von ihrem Ehemann Leo unterdrückt und misshandelt wird.
1992 bekam Amick eine der Hauptrollen in dem von Stephen King geschriebenen Horrorfilm Schlafwandler; ein Jahr später drehte sie zusammen mit James Spader den Thriller Nightmare Lover.
Im Fernsehen hatte Amick Hauptrollen in den kurzlebigen Serien Central Park West (1995–1996) und Fantasy Island (1998–1999) sowie Gastrollen in Dawson’s Creek (1999), Gilmore Girls (2002–2003), Joey (2005) und Shark (2008). In der elften Staffel (2004–2005) der erfolgreichen Krankenhausserie Emergency Room – Die Notaufnahme spielte sie als wiederkehrende Nebendarstellerin eine Sozialarbeiterin, in der kurzlebigen Sitcom Freddie von 2005 bis 2006 Allison, die Schwägerin der Titelfigur Freddie. In der zweiten Staffel der Serie Californication (2008–2009) verkörperte sie in vier Episoden Janie Jones. 2008 spielte sie in vier Episoden der Fernsehserie Gossip Girl die Rolle der Duchess Catherine Beaton. 2010 hatte sie mehrere Auftritte in den Serien Damages – Im Netz der Macht und CSI: NY. Von Oktober 2013 bis Oktober 2014 war sie auf Lifetime als Wendy Beauchamp in Witches of East End zu sehen.
Seit 2017 spielt sie die Rolle der Alice Cooper in der Serie Riverdale. Im gleichen Jahr übernahm sie erneut die Rolle der Shelly in der Serienfortsetzung von Twin Peaks.

## Privatleben
1990 lernte Amick den Musiker und Songschreiber David Alexis kennen, den sie zwei Jahre später heiratete. Das Paar hat eine Tochter und einen Sohn und lebt in Los Angeles.

## Filmografie (Auswahl)
- 1989: Raumschiff Enterprise – Das nächste Jahrhundert (Star Trek: The Next Generation, Fernsehserie, Folge 2x10 Die Thronfolgerin)
- 1989: Baywatch – Die Rettungsschwimmer von Malibu (Baywatch, Fernsehserie, Folge 1x01 Pilot)
- 1990–1991, 2017: Twin Peaks (Fernsehserie, 33 Folgen)
- 1990: Mit den besten Absichten (Don't Tell Her It's Me)
- 1990: I’m Dangerous Tonight (Fernsehfilm)
- 1991: Alienkiller (The Borrower)
- 1992: Twin Peaks – Der Film (Twin Peaks: Fire Walk with Me)
- 1992: Schlafwandler (Sleepwalkers)
- 1993: Böse Schatten (Love, Cheat & Steal)
- 1994: Nightmare Lover (Dream Lover)
- 1994: Schneesturm im Paradies (Trapped in Paradise)
- 1995: Die Stimme des Killers (The Courtyard, Fernsehfilm)
- 1995: Du schon wieder! (French Exit)
- 1995–1996: Central Park West (Fernsehserie, 21 Folgen)
- 1997: Bombshell
- 1997: Orchideen für eine Leiche (Heartless, Fernsehfilm)
- 1997: Die einzige Zeugin (Wounded)
- 1998: Freundinnen über den Tod hinaus (Twist of Fate)
- 1998: Die Gejagte – Eine Frau kämpft um ihr Leben (The Hunted, Fernsehfilm)
- 1998–1999: Fantasy Island (Fernsehserie, 13 Folgen)
- 1999: Mr. Rock ’n’ Roll: Die Alan Freed Story (Mr. Rock 'n' Roll: The Alan Freed Story, Fernsehfilm)
- 1999: Dawson’s Creek (Fernsehserie, 3 Folgen)
- 2000: The List
- 2001: Scenes of the Crime
- 2001: Hangman – Das mörderische Spiel (Hangman)
- 2002: Global Effect – Am Rande der Vernichtung (Global Effect)
- 2002: Ratten – sie sind überall! (The Rats)
- 2003: Ed – Der Bowling-Anwalt (Ed, Fernsehserie, Folge 4x11)
- 2002–2003: Gilmore Girls (Fernsehserie, 3 Folgen)
- 2004–2005: Emergency Room – Die Notaufnahme (ER, Fernsehserie, 10 Folgen)
- 2005: Four Corners of Suburbia
- 2005: Joey (Fernsehserie, 5 Folgen)
- 2005: Das Doppelleben des Sam Brooks (Lies and Deception)
- 2006: Law & Order (Fernsehserie, Folge 17x03)
- 2005–2006: Freddie (Fernsehserie, 22 Folgen)
- 2006–2007: Kidnapped – 13 Tage Hoffnung (Kidnapped, Fernsehserie, 3 Folgen)
- 2008: Shark (Fernsehserie, Folge 2x15)
- 2008: Californication (Fernsehserie, 5 Folgen)
- 2008: My Own Worst Enemy (Fernsehserie, 9 Folgen)
- 2008: Gossip Girl (Fernsehserie, 4 Folgen)
- 2010: Unanswered Prayers (Fernsehfilm)
- 2010: CSI: NY (Fernsehserie, 3 Folgen)
- 2010: Damages – Im Netz der Macht (Damages, Fernsehserie, 6 Folgen)
- 2011: Priest
- 2011: Metro
- 2011: White Collar (Fernsehserie, Folge 3x05 Im Netz der schwarzen Witwe)
- 2012: Psych (Fernsehserie, Folge 6x10 Indiana Shawn und der Tempel des rostigen Dolches)
- 2012: In Plain Sight – In der Schusslinie (In Plain Sight, Fernsehserie, Folge 5x02 Vier Marschalls und ein Baby)
- 2012: Mad Men (Fernsehserie, Folge 5x04 Fieber)
- 2012: Ringer (Fernsehserie, 2 Folgen)
- 2012: Drop Dead Diva (Fernsehserie, 2 Folgen)
- 2012: Beauty and the Beast (Fernsehserie, Folge 1x04 Verbotene Liebe)
- 2013: Longmire (Fernsehserie, 3 Folgen)
- 2013–2014: Witches of East End (Fernsehserie, 23 Folgen)
- 2014: Twin Peaks: The Missing Pieces
- 2015: American Horror Story (Fernsehserie, 3 Folgen)
- 2016: Second Chance (Fernsehserie, Folge 1x08)
- 2016–2017: Love (Fernsehserie, 3 Folgen)
- 2017–2023: Riverdale (Fernsehserie)